# Arsène né terrien
Pour plus de détails, voir Fiche technique et Distribution.
Arsène né terrien est un court métrage français réalisé par Laurent-Pierre Paget en 1991.

## Synopsis
De l'amour, du fric, de la mort, des bananes, des anges, d'Arsène, sur terre comme au ciel.

## Fiche technique
- Titre : Arsène né terrien
- Réalisation : Laurent-Pierre Paget
- Scénario : Laurent-Pierre Paget
- Photographie : Stéphane Nigentz Gumuschian
- Pays :  France
- Durée : 24 minutes
- Dates de sortie : 
  - France : 1991

## Distribution
- Dolores Chaplin
- Emmanuel Lajoinie
- Pierre Macherez
- Philippe Noiret (voix)